# Južna obala Šolte
Južna obala Šolte este o arie protejată (sit de importanță comunitară — SCI) din Croația întinsă pe o suprafață de 741,61 ha, integral pe uscat.

## Localizare
Centrul sitului Južna obala Šolte este situat la coordonatele 43°22′08″N 16°16′40″E / 43.368855°N 16.277908°E.

## Înființare
Situl Južna obala Šolte a fost declarat sit de importanță comunitară în iulie 2013 pentru a proteja un număr necunoscut de specii din flora spontană și fauna sălbatică aflate în arealul zonei.

## Biodiversitate
Situată în ecoregiunea mediteraneană, aria protejată conține 1 habitat natural: Pante stâncoase calcaroase cu vegetație casmofită.
La baza desemnării sitului se află un număr nedeclarat de specii protejate.
Pe lângă speciile protejate, pe teritoriul sitului au mai fost identificate 3 specii de plante.